# Centavo est timorense
Il Centavo est timorense è la valuta usata insieme al dollaro statunitense nello stato di Timor Est.